# 南森古墳
南森古墳（みなみもりこふん、長岡南森古墳）は、山形県南陽市長岡に想定される古墳。
東北地方では最大級の規模の前方後円墳と推定されていたが、近年の調査では古墳でない可能性が高いとされる。

## 概要
山形県南部、米沢盆地北部の独立孤丘（南森丘陵）上に築造された大型前方後円墳と推定される。付近では北西約130メートルで稲荷森古墳（前方後円墳）の築造が知られ、南森は「狸森（たぬきもり）」、稲荷森は「狐山（きつねやま）」と通称された。これまでに想定墳丘は中世城館（南森館跡）の築城によって大きく改変が加えられているほか、周囲部の宅地開発によっても改変が加えられている。古くから南森も前方後円墳とする説が挙げられていたが、2016年度（平成28年度）から南陽市教育委員会による実態把握に向けた調査が実施されている。
墳形は前方後円形と推定され、前方部は北方に向ける。墳丘長は150-168メートルと推定され（復原案によりバラつきが存在）、これが確かであれば東北地方最大の雷神山古墳（宮城県名取市、168メートル）と同等程度の規模で、従来に山形県最大とされる稲荷森古墳（96メートル）をはるかに上回る規模になる。想定墳丘の表面では、土器片として二重口縁壺型土師器・壺型土師器・高坏・器台・底部穿孔土器が採集されている。築造時期は、想定古墳形態および周辺古墳の様相より古墳時代前期の4世紀後葉以前と推定され、稲荷森古墳に後続すると位置づけられる（稲荷森古墳の築造時期は4世紀中葉に遡る可能性が指摘される）。
ただし近年の調査の結果、古墳でない可能性が高いとされる（2022年（令和4年）時点）。

## 遺跡歴
- 中世期、城館（南森館）の築城[3]。
- 1978年（昭和53年）、「長岡南森遺跡」として認知（稲荷森古墳調査団）[3]。
- 1987年（昭和62年）刊行の『南陽市史 考古資料編』では、長岡南森遺跡を集落遺跡と推定して掲載[3]。
- 1991-1992年（平成3-4年）、踏査。大型古墳の可能性が浮上[3]。
- 1993年（平成5年）、南陽市平野部字限図調査で丘陵形状の前方後円墳との類似を確認（南陽市教育委員会）[3]。
- 1994-1995年（平成6-7年）、踏査。土器の採集（南陽市教育委員会）[3]。
- 1999年（平成11年）、写真撮影・踏査（南陽市教育委員会）[3]。
- 2008年（平成20年）、踏査（南陽市教育委員会）[3]。
- 2014年（平成26年）、宅地造成計画に伴う試掘調査（南陽市教育委員会）[3]。
- 2016年度（平成28年度）、航空3次元測量調査（南陽市教育委員会・アジア航測、2017年に報告書刊行）[3]。
- 2018年度（平成30年度）、第1次発掘調査。二重口縁壺の出土（南陽市教育委員会、2019年に概報刊行）[4][5]。
- 2019年度（平成31/令和元年度）、第2次発掘調査（南陽市教育委員会、2020年に概報刊行）。
- 2020年度（令和2年度）、第3次発掘調査（南陽市教育委員会、2021年に概報刊行）。
- 2021年度（令和3年度）、第4次発掘調査（南陽市教育委員会、2022年に概報刊行）。
- 2022年度（令和4年度）、第5次発掘調査（南陽市教育委員会）[2]。

## 関連文献
（記事執筆に使用していない関連文献）
- 『南陽市遺跡分布調査報告書 (8) -第2次長岡南森遺跡確認調査（概報）-（南陽市埋蔵文化財調査報告書 第20集）』南陽市教育委員会、2020年。 - リンクは奈良文化財研究所「全国遺跡報告総覧」。
- 『南陽市遺跡分布調査報告書 (9) -第3次長岡南森遺跡確認調査（概報）-（南陽市埋蔵文化財調査報告書 第22集）』南陽市教育委員会、2021年。 - リンクは奈良文化財研究所「全国遺跡報告総覧」。
- 『南陽市遺跡分布調査報告書 (10) -第4次長岡南森遺跡確認調査（概報）-（南陽市埋蔵文化財調査報告書 第23集）』南陽市教育委員会、2022年。 - リンクは奈良文化財研究所「全国遺跡報告総覧」。
- 『南陽市遺跡分布調査報告書 (11) -第5次長岡南森遺跡確認調査（概報）-（南陽市埋蔵文化財調査報告書 第24集）』南陽市教育委員会、2023年。 - リンクは奈良文化財研究所「全国遺跡報告総覧」。
- 『南陽市遺跡分布調査報告書 (12) -第6次長岡南森遺跡確認調査（概報）-（南陽市埋蔵文化財調査報告書 第25集）』南陽市教育委員会、2024年。 - リンクは奈良文化財研究所「全国遺跡報告総覧」。